# Талица (Елецкий район)
Та́лица — село (бывший город) Колосовского сельского поселения Елецкого района Липецкой области. В XVII веке город Талецк, также Талецкий Острог.
Расположено на левом берегу реки Сосны.
На железнодорожной линии Елец — Лебедянь имеется станция Талица-Елецкая.

## История
История села Талицы тесно связана с историей соседнего Ельца. После возрождения города Елец в 1590-х годах, земли в его округе часто подвергались грабительским набегам южных соседей. В этой связи как до, так и после его основания, на южных рубежах Государства Российского существовали так называемые сторожи, то есть временные охранные пункты, на которых служилые люди вели сторожевую службу: объезжали окрестности и дозирали за «дикой степью», чтобы в случае приближении неприятеля вовремя оповещать о происшествии окраинные города. Благодаря своевременному оповещению соседних городов о набеге, удавалось спасти немало человеческих жизней, а также вовремя выставить поместную конницу для защиты от набега.
В числе таких наблюдательных пунктов была и сторожа Талецкая, о которой пишется в росписи сторож 1571 года. Она же упоминается и в отписке 1592 года от елецкого воеводы, князя Андрея Звенигородского: «сторожа с Ельца стоит сместная усть Тальц: из Данкова сторожи, из Епифани, с Крапивны, стоит 6 человек, да с Ельца два человека, а проезжают от сторожей вниз по Сосне до Дону, до усть Сосны». Таким образом, благодаря вышеупомянутым актам доподлинно известно, что на месте современного села Талица ещё с конца XVI века был дозорный пункт, который играл особую и важную роль в местной истории.
Однако, сторожами история не ограничилась: вскоре после укрепления Ельца, в данной местности было решено искать холм, на котором можно было бы построить городок с острогом для защиты Елецкого уезда от вероятных вторжений крымских и ногайских татар со стороны Талецкого брода, что на реке Быстрой Сосне. Местность через реку от современного села Талицы была плохо населена и представляла собой постоянную опасность: именно с той стороны приходил нередко неприятель для грабительских набегов.

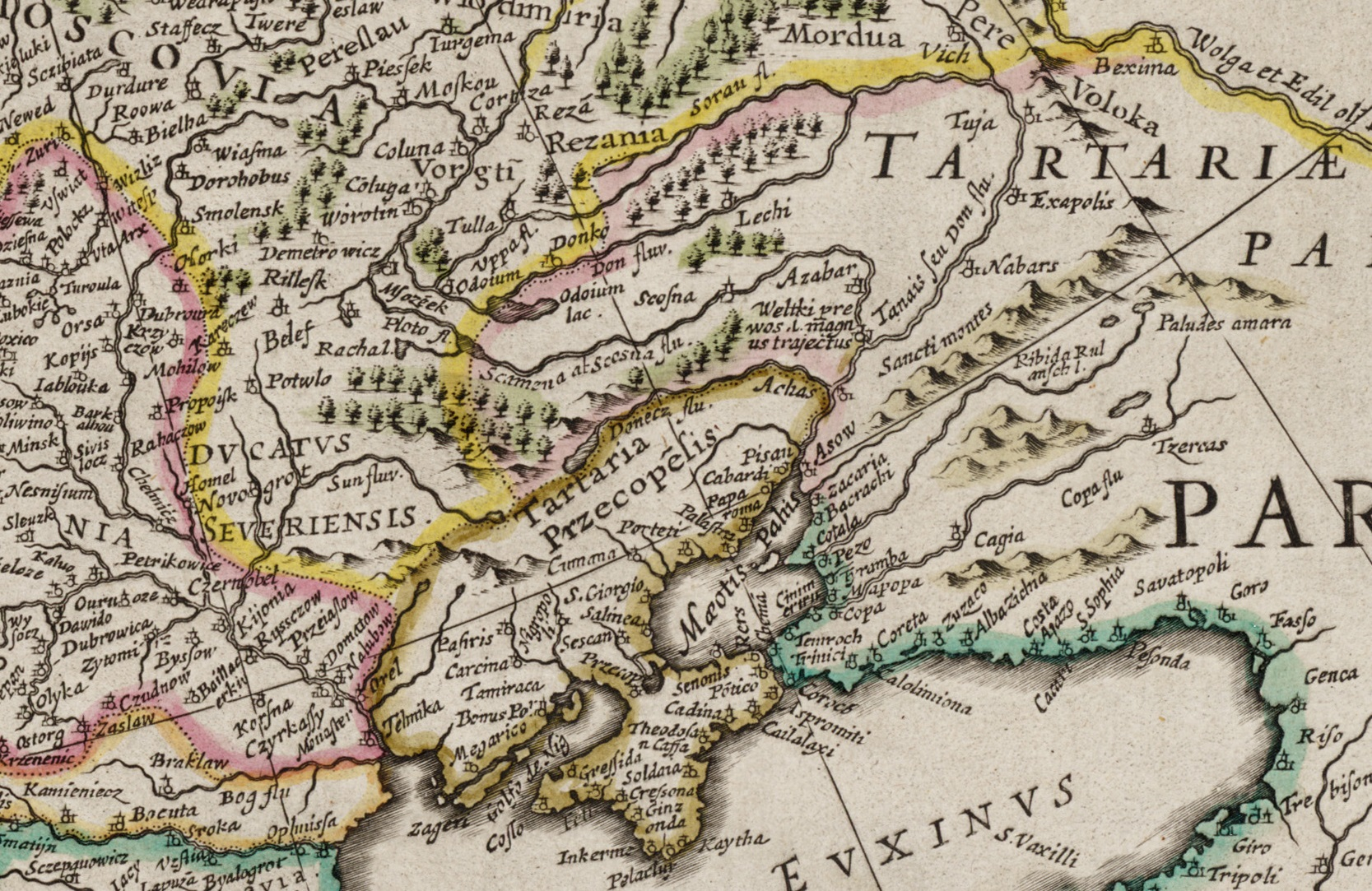
Южные окраины Государства Российского на карте Европы Виллема Блау, ок.1630 года.

Для ответственной задачи поиска места новому городу, по указу царя Михаила Федоровича, елецкий воевода, князь Семен Мосальский послал в 1636 году елецкого сына боярского Григория Мартынова сына Шуринова да подьячего Мартына Фёдорова, чтобы те сыскали наиболее подходящее место, где быть новой крепости.
В результате изысканий Шуринов и Федоров тогда сказали: «на Талецком броду, усть речки Тальца, по твоему государеву указу, мочно устроить острожек», среди прочего они отмечали, что такой острог сможет защищать округу «конными» воинами, а также «водяным путем, пешими».
Сразу после поисков воеводой Мосальским была подготовлена отписка царю с результатами изысканий, по прочтению которой царь указал «ставить» острог и строить защитные укрепления. Город Талецк стал частью цепочки крепостей по реке Сосне, среди которых к середине XVII века уже были крепости: Ливны, Чернавск, Елец и, собственно, город Талецк.
В первые же годы после основания, новый Талецкий Острог был населён воинами, детьми боярскими, казаками и стрельцами, ощутимая часть которых пришла из Ельца, а поселилась тут же, неподалёку, во вновь отстроенных слободах. Город Талецк не раз защищал округу, пользуясь как близлежащей дорожной сетью, так и водным путем: реками Быстрой Сосной и Доном. Расположение его было действительно чрезвычайно выгодным, потому что острог стоял на высоком берегу реки прямо напротив брода, по которому с низкого берега и приходили татары. Если некогда они здесь проходили беспрепятственно, то с появлением Талецкого Острога, талечане начали ревностно защищать свой городок от неприятелей. О жизни и службе талечан до наших дней сохранилось немало документов, столбцов Разрядного приказа, которые в настоящее время хранятся в Архиве древних актов.
Талецк в XVII веке множество раз упоминается в Сметных Книгах, как город Белгородского разряда, территориально был частью Бруслановского стана Елецкого уезда. В документах о «разборах» талецких стрельцов и казаков видно, что ко второй половине XVII века многие жители острога служили в полках «нового строя», солдатскую службу. В 1720-х годах при городе переписью были отмечены две слободы: Зосимовская и Никольская, по названиям церковных приходов. Также существовала и Черкасская, на южной стороне реки Сосны.
К концу XVII века, когда границы российского государства ушли далеко на юг, а опустошительные набеги на Елец остались в прошлом, надобность в городе-крепости уже отпала, и некогда военный городок начал свою мирную жизнь.
В результате этих преобразований Талецк утратил статус города, став селом, а бывшие жители его основали неподалёку свои деревни Суворовка (по фамилии казаков Суворовых), Поповка (по фамилии казаков Поповых), Колосовка (по фамилии казаков Колосовых). Часть населения выехала в более дальние места, так в 1707 году большая группа жителей Талецка переселяется на новое место — под Битюг, в устье реки Чамлык, где основывает село Талицкий Чамлык, принеся в название нового поселения память о былом городе.
Со времён проведения I-ой Ревизии «мужеска полу душ» подавляющее большинство талечан, бывших казаков и стрельцов, было приписано в сословие однодворцев, лично свободных мелких землевладельцев. Само же село Талица вплоть до упразднения уездов причислялось к Елецкому уезду, который сначала был частью Азовской губернии (с 1725 года — Воронежской губернии), к концу XVIII века — Орловской.
В 1935—1956 годах Талица была центром Чибисовского района.
В наши дни село продолжает свою историю. Транспортной доступности села способствуют железнодорожная и автобусные станции. В селе есть Музей Фотоаппаратов, также для жителей и гостей открыты центр культуры и досуга, библиотека, школа, детский сад, детские площадки и пляж, пожарная часть, магазины, а из медицинских учреждений поликлиника и центр общей врачебной практики.
Названием и селу и городу послужила небольшая речушка Талица, у которой могут быть минимум два варианта объяснения названия: по растению тальнику или по её (талым) водам.
Село Талица пользуется большой популярностью у каякеров благодаря порогам на реке Быстрая Сосна: наличие в реке порогов и перекатов, как и её быстрое течение, позволяют проводить на ней тренировки для совершенствования мастерства прохождения водных препятствий, устраивать спортивные мероприятия.

## Население
| 2008 | 2010  |
| ---- | ----- |
| 1044 | ↗1058 |

## Казанская церковь

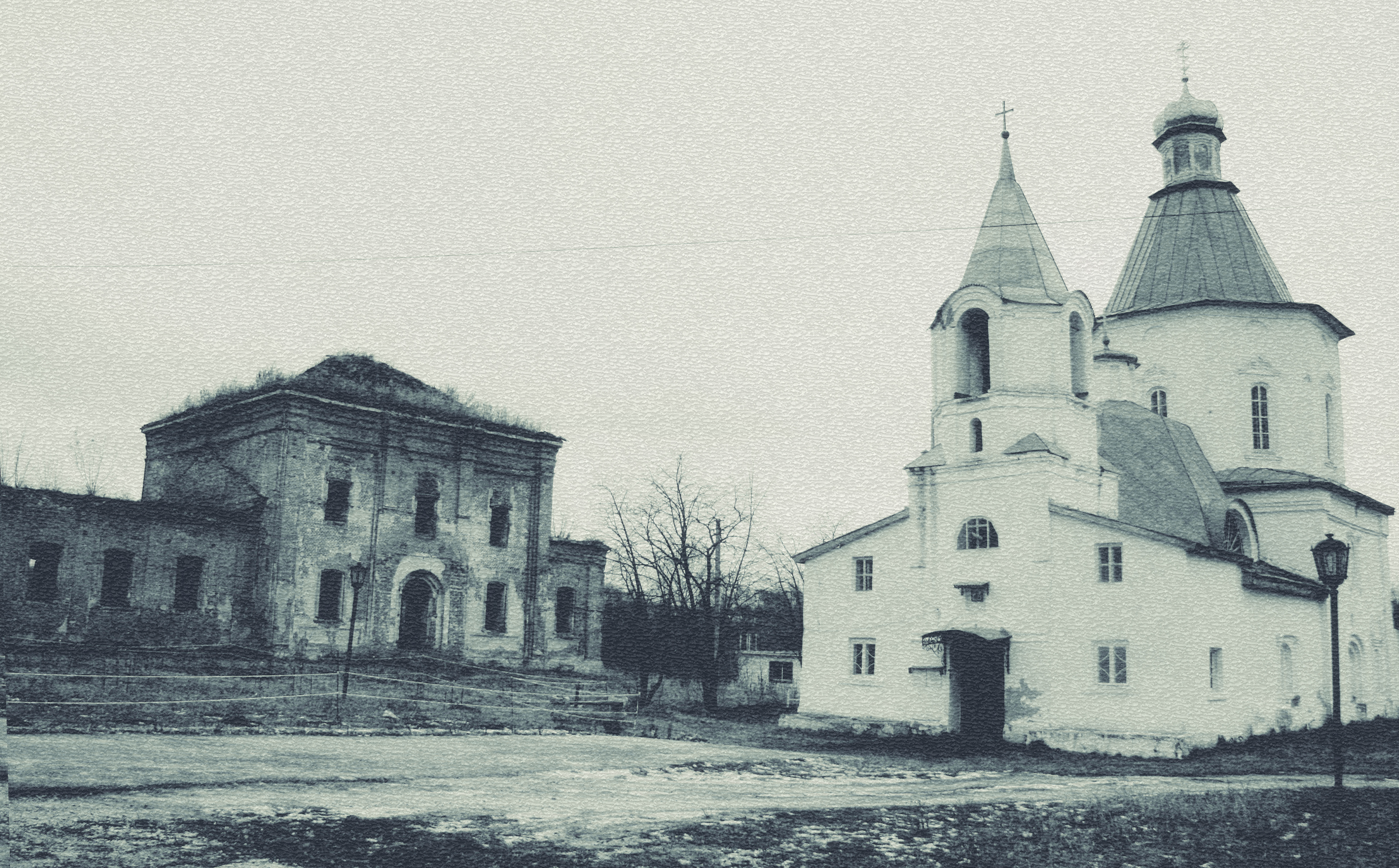

В селе Талице сохранился историко-архитектурный памятник, относящийся к концу XVII века — каменная Казанская церковь. Она была построена в конце XVII века в центре укреплённого острога. Планировалось в случае нападения использовать стены храма как убежище. Вплоть до середины XVIII века церковь была деревянной, потом её перестроили в камне — такой она сохранилась до наших дней.
В первой четверти XIX века над трапезной был возведён восьмигранный купол и заложены нижние части храмового шатра, отчего архитектура церкви, по мнению искусствоведов, потеряла былую стройность. Тем не менее здание остаётся памятником.
В 1990-х годах талицкая церковь была отремонтирована на средства прихожан без попытки восстановить первоначальное декоративное убранство.